# Picture Perfect
Picture Perfect (br: Paixão de Ocasião) é um filme americano, de 1997, dirigido por Glenn Gordon Caron.

## Sinopse
Kate (Aniston) trabalha em uma agência de publicidade de Nova Iorque, mas não consegue avançar em sua carreira. Finalmente, quando surge uma oportunidade de promoção, a diretoria da empresa pensa em desconsiderá-la, por ela ainda ser solteira.
Prontamente, ela inventa uma história de estar noiva de Nick (Mohr), um rapaz que ela acabar de conhecer no casamento de uma amiga.
Assim sendo, tudo passa a dar certo para ela, inclusive no campo amoroso, quando Kate consegue despertar o interesse de Sam (Bacon), um colega de trabalho por quem ela é apaixonada.
Entretanto, as coisas se começam a complicar, quando o suposto noivo de Kate se torna um herói, em rede nacional, ao salvar uma menina de um incêndio, o que leva o chefe de Kate a querer conhecê-lo.

## Elenco
- Jennifer Aniston como Kate Mosley
- Jay Mohr como Nick
- Kevin Bacon ...  Sam Mayfair
- Illeana Douglas ...  Darcy O'Neil
- Olympia Dukakis ...  Rita Mosley
- Kevin Dunn  ...    Mr. Mercer
- Anne Twomey ...   Sela
- Faith Prince ...  Mrs. Mercer
- John Rothman ...  Jim Davenport
- Margaret Gibson ...  Jackie Davenport
- Paul Cassell ...  Brad
- Ivar Brogger ...  primeiro executivo do anúncio
- Peter McRobbie ...  segundo executivo do anúncio
- Jenna Stern ...  quinto executivo do anúncio
- Bellina Logan ...  recepcionista da agência
- Sean Patrick Thomas ...  pesquisador da agência
- Andrea Bendewald ...  amiga grávida
- Amelia Campbell ...  Susan
- Faran Tahir ...  Sajit
- David Cromwell ...  ministro
- Jessica Cushman ...  noiva
- Kaley Cuoco ...  garota pequena
- Greg Grunberg ...  Date (não creditado)

## Recepção
O Metacritic, que usa uma média ponderada, atribuiu ao filme uma pontuação de 44 em 100, baseado em 16 críticos, indicando críticas "mistas ou médias".